# Chiesa di San Vittore (Agnadello)
La chiesa di San Vittore è la parrocchiale di Agnadello, in provincia e diocesi di Cremona; fa parte della zona pastorale 1.

## Storia
Dalla relazione della visita pastorale del 1601 del vescovo Cesare Speciano s'apprende che la chiesa, in cui avevano sede le società del Santissimo Sacramento e del Santissimo Rosario, era inserita nel vicariato foraneo di Rivolta d'Adda, che a servizio della cura d'anime v'era il solo parroco e che il numero dei fedeli era pari a 1084.
La nuova parrocchiale, in stile tardobarocco, venne edificata nel 1748, come ricordato anche da un'iscrizione; nel 1786 risultava che la chiesa aveva come filiale l'oratorio di Sant'Antonio di Padova e che i fedeli erano 1414, scesi poi a 1409 nel 1819.
L'edificio venne restaurato nel 1998 per interessamento dell'allora parroco don Carlo Severgnini.

## Descrizione

### Facciata
La facciata della chiesa, rivolta a sudovest, è suddivisa da una cornice marcapiano modanata in due registri; quello inferiore, ai lati del quale vi sono due ali minori abbellite da volute, presenta al centro il portale d'ingresso con coronamento curvilineo e un bassorilievo raffigurante San Vittore, mentre quello superiore è caratterizzato da una finestra con vetrata istoriata, in cui sono ritratti Maria, Madre della Chiesa e i pontefici Giovanni XXIII e Paolo VI, e concluso dal frontone semicircolare.
Annesso alla parrocchiale è il campanile a pianta quadrata, abbellito da paraste angolari; la cella campanaria presenta su ogni lato una bifora ed è coronata dalla guglia a base circolare.

### Interno
L'interno dell'edificio si compone di un'unica navata, sulla quale si affacciano le cappelle laterali, che si aprono con delle grandi serliane, e le cui pareti sono scandite da lesene sorreggenti il cornicione sopra il quale s'imposta la volta; al termine dell'aula si sviluppa il presbiterio, rialzato di due gradini e chiuso dall'abside di forma semicircolare.
Qui sono conservate diverse opere di pregio, tra le quali gli affreschi raffiguranti i Santi Vittore, Defendente, Antonio da Padova, Bernardino da Siena e Giuseppe, eseguiti nel 1942 dal veronese Gaetano Miolato, e l'organo, costruito nel 1897 da Luigi Bernasconi in sostituzione di un precedente strumento dei Serassi.